# Evangelický kostel (Písek u Jablunkova)
Evangelický kostel v Písku je moderním luterským kostelem, jedním z nejvýznamnějších reprezentantů současné sakrální architektury v České republice.
Kostel byl postaven v letech 2003–2010 podle projektu architekta Karla Cieślara; vedoucím stavby byl Marian Cieslar. Kostel je vystavěn na obdélníkovém půdorysu o rozměrech 12 x 24 m; ke kostelní lodi přiléhá budova fary. V ose kostelní lodi je na západní straně nad vstupem do kostela trojstěnná věž s jedním bronzovým zvonem, odlitým roku 2010. Kostel s farou jsou součástí multifunkčního komunitního centra.